# Luchthaven Şımkent
Luchthaven Şımkent (Kazachs: Халықаралық Шымкент Әуежайы; Halyqaralyq Shymkent Áýejaıy) is een internationale luchthaven bij de Kazachse stad Şımkent. In 2004 reisden 97.000 passagiers via de luchthaven.

## Bestemmingen
Binnenland
- Air Astana - Almaty, Atıraw
- Scat Air - Aktau, Almaty, Nur-Sultan, Atıraw, Kyzylorda

Buitenland
- Air Astana - Moskou-Domodedovo